# Abelia forrestii
Abelia forrestii, do dva metra visoki listopadni grm iz Kineskih provincija Sichuan (na JZ) i Yunnan (SZ). Raste na sunčanim mjestima planinskih padina, na visinama od 1900-3300 m. Pripada porodici kozokrvnica.
Postoji 1 varijetet. Biljka je rijetka, kineski endem.

## Podvrste
- Abelia forrestii var. gracilenta (W.W.Sm.) Landrein

## Sinonimi
- Abelia gracilenta var. microphylla W.W.Sm.; Notes Roy. Bot. Gard. Edinburgh 9(42): 77 (1916)
- Abelia microphylla (W.W.Sm.) Golubk.; Novosti Sist. Vyss. Rast. 10: 241 (1973)
- Linnaea forrestii Diels; Notes Roy. Bot. Gard. Edinburgh 5: 178 (1912)